# 덱스터 바인스
덱스터 바인스(영어: Dexter Vines)는 미국의 만화가이다. 잉크 화가로 스티브 맥니븐, 에드 맥기니스와 자주 협작하는 편이다.